# Bobby De Ruymbeke
Pour les articles homonymes, voir Van Ruymbeke.
Bobby De Ruymbeke, de son vrai nom Athanase Marie Gaston Joseph van Ruymbeke, né le 15 janvier 1898 à Jette, et mort le 2 mai 1963 à Watermael-Boitsfort, est un footballeur belge évoluant au poste de gardien de but. 
Bobby porte le maillot de l'OM dès 1920 et remporte la Coupe de France de football 1923-1924 ainsi que celles de 1925-1926 et 1926-1927. Peu après la finale, Bobby de Ruymbeke arrête sa carrière après un accident lui ayant brisé sa jambe en plusieurs endroits.
Bouleversé par son arrêt brutal de la compétition, il décide de quitter définitivement Marseille, pour aller en Corse (il s'occupe de la mine de plomb argentifère de Ghisoni), puis au Rwanda où il possède une plantation de fleurs destinées à la fabrication de parfums.
Ses trois frères Douglas, Gaston et Joseph de Ruymbeke joueront également à l'Olympique de Marseille.
Bobby De Ruymbeke est le père d'André Van Ruymbeke (1921-2012), haut fonctionnaire et dirigeant français d'entreprise et le grand-père du magistrat Renaud Van Ruymbeke et de l'historien Bertrand Van Ruymbeke. 

## Sources
- Alain Pécheral, La grande histoire de l'OM (Des origines à nos jours), L'Équipe, 2007, 504 p. (ISBN 978-2-916400-07-5 et 2-916400-07-9), « Parents connus, enfants célèbres : bon sang... », p. 46-49